# Acanthacorydalis
Acanthacorydalis là một chi côn trùng thuộc họ Corydalidae và bộ Megaloptera. Loài này nằm trong số những loài côn trùng có cánh lớn nhất trên thế giới và có thể đạt đến chiều dài cơ thể 7 cm và đường bay hoặc sải cánh dài 16 cm.
Ấu trùng là những kẻ săn mồi hung dữ và có bộ hàm lớn, có thể cắn khi bị bắt. Ngược lại, những con trưởng thành không hấp thụ bất kỳ thức ăn nào và có tuổi thọ ngắn.

## Các loài
- Acanthacorydalis fruhstorferi van der Weele, 1907[4]
- Acanthacorydalis asiatica (Wood-Mason, 1884)[5][6]
- Acanthacorydalis horrenda Navás, 1931
- Acanthacorydalis imperatrix Navás, 1917
- Acanthacorydalis orientalis (McLachlan, 1899)
- Acanthacorydalis sinensis C.-k. Yang & D. Yang, 1986
- Acanthacorydalis unimaculata C.-k. Yang & D. Yang, 1986
- Acanthacorydalis yunnanensis C.-k. Yang & D. Yang, 1988